# Стоян Бочев
Стоян Бочев е български финансист и икономист.

## Биография
Роден е през 1881 година и е протестант. През по-голямата част от живота си работи в Застрахователното дружество „България“, като достига до поста генерален директор и става един от основните му акционери. В навечерието на национализацията на дружеството той е неговият най-голям акционер след Българска търговска банка (БТБ). Участва и в управлението на БТБ, най-голямата частна банка с предимно български капитали през междувоенния период. Бочев е също дългогодишен секретар на Софийската фондова борса и председател на Съюза на акционерните дружества. Умира през 1968 година.

## Семейство
Стоян Бочев е баща на дипломата и писател Стефан Бочев.